# Светлост
Светлост је део спектра електромагнетног зрачења из опсега таласних дужина видљивих голим оком. Некад се каже и видљива светлост што би био плеоназам да се термин светлост не користи и у ширем смислу да означи електромагнетно зрачење било које таласне дужине (рецимо ултраљубичасти зраци, које човек не види голим оком, а који изазивају флуоресценцију разних материјала, често се називају црним светлом). Видљива светлост се обично дефинише као радијација у опсегу таласних дужина од око 400 нанометара (nm), или 400×10−9 m, до око 700 нанометара – између инфрацрвене (са дугачким таласним дужинама) у ултраљубичасте (са кратким таласним дужинама). Често се инфрацрвени и ултраљубичасти опсег такође називају светлом.
Главни извор светлости на Земљи је Сунце. Сунце, као и друге звезде, у процесу термонуклеарне реакције ствара фотоне, један део тако насталих фотона, који су носиоци електромагнетног зрачења и светлости, ослобађа се са Сунца. Сунчева светлост пружа енергију коју зелене биљке користе да формирају шећере, често у облику глукозе, а ти шећери отпуштају енергију у жива бића која се њима хране. Процес фотосинтезе пружа виртуално сву енергију коју користе жива бића. Историјски, још један важан извор светлости за људе је била ватра, од античких логорских ватри до модерних керозинских лампи. Са развојем електричног светла и електроенергетских система, електрично осветљење је скоро потпуно заменило светлост ватре. Неке врсте животиња генеришу сопствену светлост, што се назива биолуминисценцијом. На пример, свици користе светлост да лоцирају парњаке, и лигње-вампири је користе да се сакрију од плена.
Примарна својства видљивог светла су интензитет, правац пропагације, спектар фреквенција или таласних дужина, и поларизација. Њена брзина у вакууму, 299,792,458 метра у секунди, је једна од фундаменталних константи природе. За видљиву светлост, као и све типови електромагнетне радијације (EMR), је експериментално утврђено да се увек крећу том брзином у вакууму.
У физици се термин светлост понекад односи на електромагнетну радијацију било које таласне дужине, независно од тога да ли је видљива. У том смислу, гама зраци, X-зраци, микроталаси и радио таласи су такође светлост. Попут свих типова светлости, видљива светлост се емитује и апсорбује у веома малим „пакетима“ званим фотони, и манифестује својства таласа и честица. То својство се назива таласно–корпускуларна дуалност. Изучавање светлости, познато као оптика, је значајна истраживачка област модерне физике.

## Светлост - електромагнетно зрачење
Електромагнетно зрачење се састоји од великог броја честица-таласа које се називају фотони, а сваки фотон садржи одређену количину енергије.
Целокупни распон зрачења које настаје у свемиру називамо електромагнетни спектар.

### Врсте електромагнетног зрачења
Врсте електромагнетног зрачења:
- гама зрачење (γ-зраци)
- рендгенско зрачење (X-зраци)
- ултраљубичасто зрачење
- видљиво зрачење (светлост)
- инфрацрвено зрачење
- микровално зрачење
- Радио-таласи

Електромагнетна зрачења међусобно се разликују једино фреквенцијом.
Светлост настаје када се електрични набоји крећу у електромагнетном пољу. Атом емитује светлост када је неки од његових електрона подстакнут додатном енергијом споља.
Зрачење побуђених електрона представљамо таласом.
Светлост мање енергије има мању фреквенцију, али већу таласну дужину, а она с више енергије има већу фреквенцију али мању таласну дужину.
Таласна дужина = брзина светлости / фреквенција

## Брзина светлости
Брзина светлости у вакууму је тачно 299.792.458  (приближно 186.282 миља у секунди). Фиксна вредност брзине светлости у СИ јединицама произилази из чињенице да је метар дефинисан на основу брзине светлости. Све форме електромагнетне радијације се крећу истом брзином у вакууму.
Пре првих научних покушаја мерења брзине светлости, у старој Грчкој код Хераклита и Емпедокла постојало је мишљење да је светлост некакво испаравање, или исијавање, али је постојала разлика између неких (као Емпедокло) који су мислили да се светлост креће тако брзо да ту брзину само није могуће мерити и других (као Аристотел) који су говорили да се светлост шири простором тренутно (бесконачно брзо).
После, у 17. веку мишљење да се светлост креће бесконачном брзином била је сумњива Галилеју и он је покушао, помоћу телескопа, да одреди брзину светлости, али је удаљеност од неколико километара, на коју је био поставио светиљке била је мала да се одреди брзина светлости. Више физичара је наставило у наредним вековима да покушава да измери брзину светлости. Дански физичар Оле Ремер је извео један рани експеримент мерења брзине светлости 1676. године. Користећи телескоп, Рøмер је посматрао кретање Јупитера и једног од његових сателита, Ио. Уочивши одступања у уоченом периоду Иове орбите, он је израчунао да је светлости потребно око 22 минута да пређе дијаметар Земљине орбите. Међутим, величина орбите није била позната у то време. Да је Рøмер знао дијаметар Земљине орбите, из његовог прорачуна би произашло да је брзина светлости 227.000.000 .
Иполит Физо је 1849. године извео једно прецизније мерење брзине светлости. Физо је усмерио зрак светлости у огледало удаљено неколико километара. Ротирајући Зупчаник је постављен на путу светлосног зрака који се кретао од његовог извора до огледала и назад. Физо је утврдио да при одређеној брзини ротације, зрак пролази кроз један отвор на зупчанику на свом пут ка огледалу и кроз следећи отвор на повратку. Полазећи од растојања до огледала, броја зуба на зупчанику, и брзине ротације, Физеау је могао да израчуна брзину светлости као 313.000.000 .
Леон Фуко је 1862. године извршио експеримент у коме су коришћена ротирајућа огледала и дошао је до вредности од 298.000.000 m/s. Алберт Абрахам Мајкелсон је спроводио експерименте одређивања брзина светлости од 1877 до своје смрти 1931. Он је рафинирао Фукове методе 1926. године користећи побољшана ротирајућа огледала да би измерио време које је неопходно да светлост направи повратно путовање од Монт Вилсон до Монт Сан Антонио у Калифорнији. Прецизна мерења су произвела вредност брзине од 299.796,000 m/s.
Ефективна брзина светлости у разним транспарентним супстанцама које садрже обичну материју, је мања од брзине у вакууму. На пример брзина светлости у води је око 3/4 брзине у вакууму.
Два независна тима физичара су довела светлост у „комплетан застој“ пропуштајући је кроз Бозе–Ајнштајнов кондензат елемента рубидијума, један тим је био са Харварда и Роуландовог института за науку у Камбриџу, Масачусетс, а други са Харвард–Смитсонијан центра за астрофизику, такође у Кембриџу. Међутим, популарни опис „заустављене“ светлости у тим експериментима се односи само на заустављање светлости у побуђеним стањима атома, и њено реемитовање након арбитрарног временског размака, након стимулације другим ласерским пулсом. Током времена у коме је светлост била „заустављена“, она је престала да буде светлост.

## Оптика
Изучавање светлости и интеракција светлости и материје се назива оптика. Посматрање и проучавање оптичких феномена као што су дуге и аурора бореалис нуде мноштво наговештаја о природи светлости.

### Рефракција
Рефракција је савијање светлосних зрака при пролазу кроз површину између једног транспарентног материјала у други. То је описано Снеловим законом:
{\displaystyle n_{1}\sin \theta _{1}=n_{2}\sin \theta _{2}\ .}
где је {\displaystyle \theta _{1}} угао између зрака и нормале на површину у првом медијуму, {\displaystyle \theta _{2}} је угао између зрака и нормале на површину у другом медијуму, а n1 и 2 су индекси рефракције, n = 1 у вакууму и n > 1 у транспарентној супстанци.
Када сноп светлости пролази кроз границу између вакуума и другог медијума, или између два различита медијума, таласна дужина светлости се мења, док фреквенција остаје иста. Ако зрак светлости није ортогоналан на границу, промена таласне дужине доводи до промене правца зрака. Та промена правца је позната као рефракција.
Рефрактивно својство сочива се често користи за манипулисање светлости да би се променила привидна величина_слике. Лупе, наочаре, контактна сочива, микроскопи и рефрактивни телескопи су примери примена таквих манипулација.

## Боје
Људско око реагује само на врло ограничени распон таласаних дужина, на видљиву светлост. Међутим, оно одлично распознаје и врло мале разлике унутар тог распона. Те мале разлике називамо боје. Боје су дакле мале фреквенцијске разлике у подручју видљиве светлости.
Најкраћу таласну дужину имају љубичаста и плава светлост, а најдужу црвена светлост.
Видљив део електромагнетног спектра је таласних дужина од 380 до 780 nm (нанометара), односно фреквенције (учестаности) од 4×1014 Hz до 7,9×1014 .
Светлост истовремено испољава особине таласа и честица. Светлосна честица, квант, је фотон.
Основне карактеристике светлости, схваћене као таласа, су:
- интензитет (пропорционалан амплитуди таласа)
- фреквенција, таласна дужина или боја
- поларизација

Таласна дужина светлости се доводи у везу са њеном фреквенцијом преко константе њене брзине:
{\displaystyle c=\lambda \cdot f}
При чему су:
| {\displaystyle c}        |                                             | Брзина светлости, константа Универзума - 299820 km / s|
| {\displaystyle \lambda } | Таласна дужина, основна јединица - метар (m) |                                                 |
| {\displaystyle f}        | Фреквенција, основна јединица - херц (Hz, s−1)   |                                                 |

Спектар видљивог зрачења чине:
- љубичаста боја (највећа фреквенција, најкраћа таласна дужина)
- плава боја
- зелена боја
- жута и наранџаста боја
- црвена боја (најнижа фреквенција, најдужа таласна дужина)

Бела светлост састављена је од континуираног низа свих боја видљивог спектра. У пракси под бојом неког тела можемо сматрати боју које тело рефлектује када је осветљено белом светлошћу, тј. тело ће бити обојено неком бојом ако му површина апсорбује белу светлост само на одређеном таласном подручју. Боја дакле зависи од фреквенције рефлектованог зрачења.
Бела површина је она која у једнакој мери рефлектује сва таласна подручја беле светлости.
Црна површина је она која у потпуности апсорбује белу светлост.
Сива површина у једнакој мери рефлектује сва вална подручја беле светлости, али их и деломично апсорбује.

### Апсорпција светлости и боје
Вегетација апсорбује црвену и плаву светлост, а рефлектује зелену, па нам зато биљке изгледају зелено.
Ствар која упија плаво, а рефлектује црвено изгледа нам црвена; она која упија црвену светлост, а рефлектује плаву је плава; која подједнако рефлектује светлост у свим бојама је бела или црна или сива. Нпр. ружа је црвена зато што се све боје осим црвене упијају унутар руже, а само се црвена боја рефлектује.
Црно и бело су у основи исто, а разлика је само у количини рефлектоване светлости, а не у њиховој боји.
Све боје које се виде на Земљи се разликују само у таласној дужини сунчеве светлости коју најбоље рефлектују.
Краће се таласне дужине делотворније шире кроз ваздух него дуже таласне дужине. Небо је плаво зато што се кратке таласне дужине (плава светлост) највише шире.

### Подела боја
Бела, црна и сива су ахроматске боје, а све остале боје су хроматске.
Основне карактеристике хроматских боја:
- тон (појам везан за име боје нпр. црвена, зелена)
- светлина (зависи од интензитета зрачења)
- засићеност (зависи од чистоће боје)

Људи виде видљиву светлост из два разлога. Први је тај што је ваздух прозиран за видљиву светлост, за разлику од других материја па тако светлост пролази кроз атмосферу. Други разлог је тај што Сунце исијава највише енергије управо у видљивом делу спектра. Врло врућа звезда емитује већину светлости у ултраљубичастом подручју. Врло хладна звезда већином емитује у инфрацрвеном. Сунце, по многоме просечна звезда која емитује већину енергије у видљивом делу спектра.

## Физиолошка осетљивост
Човек и животиње имају различит биолошки састав ока, тако није свима нека боја подједнако видљива. Зато се за јачину светлости поред физичке јединице ват (Watt) употребљава још физиолошка јединица лумен (лм). Ако је нека светлост јачине нпр. 1 лумен, онда човек има исти осећај видљивости независно од боје светлости. Светло јачине једног вата зелене боје нам изгледа доста јаче него црвене или плаве. Видљивост боја приказује доња табела:
На основу приказаних података може се приметити, да је најјача боја на {\displaystyle \lambda }= 540-555 nm, а то је таласна дужина за жуто-зелену боју.
То је разлог, зашто се за сигнална светла (семафори, возила) користе зелена, жута и црвена светла, на која је наше око најосетљивије.
Црна боја није боја већ одсуство боје. Људски мозак не прима никакав сигнал приликом гледања у црну боју.
Према адитивном принципу све боје су комбинације енгл. RGB - red, green, blue, значи да је могуће сваку боју направити комбинујући црвену, плаву и зелену. Бела је присуство свих боја, а црна је одсуство свих боја. Пример, како се од три боје добијају најразличитије боје је мастило штампача у боји. На овом принципу раде и CRT монитори рачунара или класични ТВ уређаји.

## Извори светлости
Светлосни извори су тела која стварају светлост. Разликујемо природне (нпр.звезде) и вештачке (нпр. сијалице или свеће) светлосне изворе.
Светлост се од извора на све стране распростире праволинијски. Правци по којима се распростире светлост називају се светлосни зраци. Део простора иза неког тела насупрот светлосном извору у који не долази непосредна светлост извора назива се сенка.
Одбијање светлости назива се рефлексија, а лом светлости рефракција. Разлагање беле светлости у боје назива се дисперсија.
Постоји мноштво типова извора светлости. Најчешћи светлосни извори су термални: тело на датој температури емитује карактеристични спектар радијације црног тела. Једноставни термални извор је сунчева светлост, што је радијација коју емитује хромосфера Сунца на око 6.000 Келвина. Она је највећа у видљивом региону електромагнетног спектра у погледу таласних дужина и око 44% енергије сунчеве светлости која досеже до површине Земље је видљиво. Још један пример су сијалице, које емитују само око 10% своје енергије у облику видљиве светлости, док је остало инфрацрвено. Историјски често коришћени термални извор светла су биле ужарене чврсте честице у пламену, мада оне исто тако емитују највећи део своје радијације у инфрацрвеном опсегу, и само малу фракцију у видљивом спектру. Најизраженији део спектра црног тела је дубокој инфрацрвеној области, са таласном дужином од око 10 микрометара, за релативно хладне објекте као што су људска бића. Са повећањем температуре, пик се помера ка краћим таласним дужинама, производећи прво црвени сјај, затим бели, и коначно плаво-белу боју са померањем пика изван видног дела спектра ка ултравиолетном. Те боје се могу видети кад се метал загрева док не постане црвен или бео. Плаво-бела термална емисија се ретко среће, изузев у звездама (често уочена чисто плава боја у пламену гаса или заваривачкој бакљи је заправо производ молекуларне емисије, специфично CH радикали емитују у опсегу таласних дужина око 425 nm, и то се не среће у звездама или чистој термалној радијацији.
Атоми емитују и апсорбују светлост са карактеристичним енергијама. Тиме се производе „емисионе линије“ у спектру сваког атома. Емисија може да буде спонтана, као у светлећим диодама, лампама са електричним пражњењем (као што су неонске лампе и неонски знаци, живине сијалице, etc.), и пламеновима (светлост из самог врућег гаса, на пример, натријум у гасном пламену емитује карактеристичну жуту светлост). Емисија исто тако може да буде стимулисана, као што је то случај у ласерима или микроталасним мазерима.
Децелерација слободних наелектрисаних честица, као што су електрони, може да произведе видљиву радијацију: циклотронска радијација, синхротронска радијација, и радијација закочног зрачења су примери тога. Честице које се крећу кроз медијум брже од брзине светлости у том медијуму могу да произведу видљиву Черенковљеву радијацију.
Поједине хемикалије производе видљиву радијацију путем хемолуминисценције. У живим бићима, тај процес се назива биолуминисценција. На пример, свици производе светлост тим путем, и бродови кретањем кроз воду могу да поремете планктон који производи сјајан траг.
Поједине супстанце производе светлост кад се озраче радијацијом веће енергије. Тај процес је познат као флуоресценција. Неке супстанце емитују светлост полако након ексцитације радијацијом. То је познато као фосфоресценција.
Фосфоресцентни материјали се исто тако могу побудити бомбардовањем субатомским честицама. Катодолуминисценција је један од примера. Тај механизам се користи у катодним цевима телевизијских апарата и рачунарских монитора.
Неколико других механизама може да произведе светлост:
- Електролуминисценција
- Сцинтилација
- Сонолуминисценција
- Триболуминисценција

Кад се концепт светлости прошири тако да обухвата фотоне веома високе енергије (гама зраке), додатни механизми генерисања светлости су:
- Анихилација честица и античестица
- Радиоактивни распад

### Сјајност и температура боја обичних извора светлости
Ако у видљивој области спектра расподела енергије у спектру извора приближно одговара расподели енергије у спектру црног тела при некој температури ТВ, то извор има температуру боје једнаку ТВ.
- Сјајност (L) неке површине у датом правцу одређује се јачином светлости одаслатој (емитованој) у том правцу са јединице површине. Сјајност се може одредити, ако се узме за јединицу осветљеност површине која потпуно расејава светлост (при том једнако у свим правцима), при услову, да та површина излучује (емитује) 1lm по јединици површине[16]
- Луминација (сјај површине извора) као фотометријска величина карактерише емисивност површине светлосног извора (примарни) или рефлексију светлости од површине (секундарни светлосни извор) у датом правцу посматрања.[17]

Луминација једног тела једнака је у свим правцима, ако оно емитује светлост по Ламбертовом закону. То је случај само код црног тела, а приближно код дифузионе рефлексије на листу беле хартије, површине зидова итд.
Јединица за луминацију је нит-nt. 1nt=1 cd/m2 Све раније дефинисане јединице визуелне (субјективне) имају аналогне јединице енергијске (објективне фотометрије).Преглед јединица дат је у табели
Осветљеност неке површине одређује се као светлосни проток који пада на јединицу површине; метричка јединица: lm /m2 или luks

## Геометријскаоптика
Светлост се од извора на све стране распростире праволинијски. Правци по којима се распростире светлост називају се зраци светлости. Део простора иза неког тела насупрот извору светлости у који светлост извора не допире непосредно, назива се сенка. Одбијање светлости назива се рефлексија, а лом светлости рефракција. Разлагање беле светлости у боје, назива се дисперсија.

## Доплеров ефект
Доплеров ефекат је промена посматране таласне дужине таласа због међусобног приближавања или удаљавања извора таласа и посматрача. Таласне дужине линија повећавају се (помичу према црвеном подручју спектра) када се извор удаљава, а смањују се (помичу према плавом подручју спектра) када се извор приближава посматрачу.

## Допринос Руђера Бошковића тумачењу светлости
Бошковић је сматрао да „светлост може бити као неко фино истакање и као нека пара коју избацује жестока ватрена ферментација“. Тврдио је да је структура светлосних честица, иако су мале масе, сложена и да се зраке различитих боја међусобно разликују.
Како би објаснио зашто се на преласку из једног оптичког средства у друго део светлосног снопа рефлектује, а део прелама, претпоставио је да је светлосна честица сложена од мноштва честица нижег реда повезаних еластичним силама. Ако у тренутку емисије честице које чине светлосну честицу добију различите почетне брзине спорије ће честице успоравати брже а брже ће убрзавати спорије па ће се светлосна честица растезати и стезати. Зависно је ли светлосна честица растегнута или стегнута у тренутку кад долази до граничне површине између два оптичка средства она ће се одбити или проћи.
Руђер је осмислио (али није спровео) експеримент којим је помоћу два телескопа од којих је један напуњен водом намјеравао да утврди да ли је светлост корпускуларне или таласне природе.

## Светлосни притисак
Светлост врши физички притисак на објекте на свом путу. Овај феномен се може извести из Максвелових једначина, мада се може једноставније објаснити корпускуларном природом светлости: фотони се сударају са материјом и преносе свој моменат. Притисак светлости је једнак снази светлосног зрака подељеној са , брзином светлости. Услед велике магнитуде брзине c, ефекат притиска светлости је занемарљив у контексту свакодневних објеката. На пример, ласерски поинтер снаге једног миливата врши силу од око 3,3 пико њутна на осветљени објекат; стога је у принципу могуће подигнути новчић од једне УС центе помоћу ласерских поинтера, али је за то неопходно употребити око 30 милијарди поинтера снаге 1 mW. За разлику од тога, у апликацијама на нанометарској скали, као што су наноелектромеханички системи (NEMS), ефекат притиска светла може да буде значајан, и стога се истражује могућа експлоатација притиска светлости као погонске силе NEMS механизама и физичких прекидача нанометарске величине у интегрисаним колима.
На већим размерама, притисак светлости може да узрокује убрзавање обртања астероида, путем деловања на њихове ирегуларне облике попут лопатица на ветрењачи. Могућност прављења соларних једара која би убрзавала свемирске бродове се такође истражује.
Мада је кретање Круксовог радиометра оригинално приписивано притиску светлости, та интерпретација није коректна; карактеристична Круксова ротација је последица непотпуног вакуума. С друге стране, код Николсовог радиометра где је је благо померање узроковано моментом (мада је то недовољно за потпуну ротацију уз превладавање силе трења) је директна последица притиска светлости.